# Frare de Goig i Sor de Plaer
Frare-de-Goig i Sor-de-Plaer (anònim) és el primer testimoni literari occidental de la La Bella Dorment (conte).
L'argument del conte tracta d'una noia molt bella que cau en un profund son semblant a la mort. El pare, molt trist, decideix tancar-la a dalt d'una torre. En un altre país, Florianda, el fill d'un rei sent la increïble història d'una noia bella dormida tancada en una torre i decideix demanar ajuda al mag Virgili per arribar fins allà. El noi, anomenat Frare-de-Goig, meravellat de tan gran bellesa, la viola i se n'anà, volia buscar un remei perquè la noia despertés. Al cap de nou mesos nasqué un fill, fruit de l'amor de Frare-de-Goig. El noi aconsegueix un remei per despertar la noia i, finalment, es casen i viuen feliços.
Aquesta narració, com s'ha esmentat, és el primer testimoni literari occidental de la Bella Dorment. Seguidament, sorgeixen altres narracions amb un tema semblant com el Perceforest, protagonitzada per Troilus i Zelandina i Eliduc. Les belles dorments antigues solen esdevenir mares durant el son. El conte per infants de la Bella Dorment deriva de versions edulcorades al segle xix dins de reculls com el dels germans Grimm.